# Leptotyphlops labialis
Leptotyphlops labialis är en kräldjursart som beskrevs av  Richard Sternfeld 1908. Leptotyphlops labialis ingår i släktet Leptotyphlops och familjen Leptotyphlopidae. Inga underarter finns listade i Catalogue of Life.